# Davilex Games
Davilex Games était une compagnie néerlandaise de jeux vidéo. Cette branche de Davilex a cessé ses activités en 2005[réf. nécessaire].

## Historique
Davilex Games était un développeur et un éditeur de jeux vidéo, dont le siège social était situé à Veenendaal, aux Pays-Bas. La société a été créée en 1997 en tant que filiale de Davilex International. Elle était principalement connue pour ses franchises Racer (Paris-Marseille Racing en France), dont faisaient partie les jeux London Racer et London Racer II, vendus à plus de 600 000 exemplaires pour le seul territoire du Royaume-Uni.
Davilex a mis un terme à ses activités dans le domaine des jeux vidéo en 2005, ce département n'étant pas suffisamment rentable. Ceci s'explique par le fait que les jeux Davilex étaient généralement très mal reçus par la critique, à raison vu leur qualité jugée médiocre et dépassée techniquement. À noter que la version mobile de Autobahn Raser a été développée et distribuée en Europe par Disney via sa filiale allemande Living mobile.
En mai 2002, la société a signé un accord de licence avec Universal Studios Licensing pour développer et publier des jeux basés sur Knight Rider, ce qui a constitué les débuts de Devilex dans le domaine des jeux sous licence. La société a élargi son accord de licence avec Universal pour publier un jeu basé sur Miami Vice en janvier 2004.
En janvier 2003, la société a annoncé qu'elle se restructurerait pour devenir uniquement un éditeur et qu'elle fermerait son studio de développement interne.
Davilex Games a cessé ses activités après 2005 à la suite d'une série de jeux non rentables et d'une mauvaise réception,,.

## Liste de jeux
Sont listés ici tous les jeux Davilex vendus en France.
- London Racing (2000)
- USA Racing (2002)
- K 2000: The Game (2002)
- Beach King Stunt Racer (2003)
- Miami Vice (2004)
- K2000 : La Revanche de KITT (2004)
- Europe Racing (2000)
- Sur les traces du Baron Rouge (2005)
- GIGN Anti-Terror Force (2005)

Série des Paris-Marseille Racing
- Paris-Marseille Racing (2001)
- Paris-Marseille Racing II (2003)
- Paris-Marseille Racing: Édition Tour du Monde (2003)
- Paris-Marseille Racing: Police Madness (2005)
- Paris-Marseille Racing: Destruction Madness (2005)

Sont listés ici tous les jeux Davilex vendus aux Pays-Bas.
- La série des A2 Racer
- La série des London Racer (Un seul est sorti en France : London Racing)
- La série des Autobahn Raser
- La série des Paris-Marseille Racing
- Europe Racer (en France : Europe Racing)
- USA Racer (en France : USA Racing)
- Grachtenracer
- Vakantie Racer
- Alarm for Cobra 11: Hot Pursuit
- Het EK '96 Voetbalspel
- Competitie Manager 97/98
- WK Voetbal Avontuur 98
- Competitie Manager 98/99
- Competitie Manager 2000
- RedCat
- Casino Tycoon
- Red Baron (en France : Sur les traces du Baron Rouge)
- Miami Vice (en France : Miami Vice)
- Amsterdam Taxi Madness
- 112 Reddingshelikopter
- Amsterdoom

À noter que la série des A2 Racer est sortie sous le nom de Paris-Marseille Racing en France, London Racer en Angleterre et Autobahn Raser en Allemagne. Mais aux Pays-Bas les quatre séries sont sorties sous leurs noms respectifs.